# Nathan Lee Graham
Nathan Lee Graham (Saint Louis, 9 settembre 1968) è un cabarettista e attore statunitense.
Ha preso parte a diversi film, soprattutto commedie a partire dal 2001, tra cui Tutta colpa dell'amore.

## Filmografia

### Cinema
- Zoolander, regia di Ben Stiller (2001)
- Tutta colpa dell'amore (Sweet Home Alabama), regia di Andy Tennant (2002)
- Hitch - Lui sì che capisce le donne (Hitch), regia di Andy Tennant (2005)
- Zoolander 2, regia di Ben Stiller (2016)
- Theater Camp - Un'estate a tutto volume (Theater Camp), regia di Molly Gordon (2023)

### Televisione
- Absolutely Fabulous – serie TV, episodio 4x07 (2002)
- Give Me Five – serie TV, episodio 1x18 (2004)
- The Comeback – serie TV, 6 episodi (2005)
- Scrubs - Medici ai primi ferri (Scrubs) – serie TV, episodio 5x12 (2006)
- Law & Order - Unità vittime speciali (Law & Order: Special Victims Unit) – serie TV, episodi 11x12 e 14x10 (2010, 2013)
- LA to Vegas – serie TV, 15 episodi (2018)
- Broad City – serie TV, episodio 5x07 (2019)
- Katy Keene – serie TV, 10 episodi (2020)
- Mid-Century Modern – serie TV, 10 episodi (2025)

## Doppiatori italiani
Nelle versioni in italiano dei suoi film, Nathan Lee Graham è stato doppiato da:
- Franco Mannella in Zoolander, Zoolander 2
- Nanni Baldini in LA to Vegas, Katy Keene
- Enzo Avolio in Tutta colpa dell'amore
- Sergio Lucchetti in Hitch - Lui sì che le capisce di donne
- Daniele Barcaroli in The Comeback
- Gabriele Sabatini in Theater Camp - Un'estate a tutto volume